# Brauner Grünerlen-Milchling
Der Braune Grünerlen-Milchling (Lactarius brunneohepaticus) ist eine Pilzart aus der Familie der Täublingsverwandten. Es ist ein kleiner dunkel-, oliv- bis leberbrauner Milchling mit einer wässrig-weißen Milch, die auf einem weißen Taschentuch deutlich gilbt. Der Milchling wächst an mehr oder weniger feuchten, subalpinen Standorten bei Grünerlen.

## Merkmale

### Makroskopische Merkmale
Der Hut ist 0,8–3 cm breit, anfangs gewölbt und dann in der Mitte niedergedrückt. Der dunkelbraune bis oliv-umbrafarbene Hut trägt selten eine angedeutete Papille. Zum Rand hin ist er mehr rotbraun und später im Ganzen mehr kastanienbraun bis orangebraun gefärbt. Der Rand ist in der Regel glatt, nur im Alter kann er manchmal leicht und kurz gerieft sein.
Die ocker-fleischfarbenen bis orangebraunen Lamellen sind 0,5–2 mm breit.
Der Stiel ist fleischbräunlich und manchmal in der Mitte oder nach oben hin olivfarben getönt. Auch das mild oder fast mild schmeckende Fleisch ist fleischbräunlich. Die weiß-wässrige Milch gilbt an der Luft.

### Mikroskopische Merkmale
Die mehr oder weniger ellipsoiden Sporen sind (7) 7,5–9 µm lang und 6–7 µm breit. Ihr Q-Wert (Quotient aus Sporenlänge und -breite) beträgt 1,17. Das Sporenornament wird bis zu 0,7 µm hoch und besteht überwiegend aus freien oder miteinander verbundenen Rippen, die teilweise auch ein paar geschlossene Maschen bilden. Der Hilarfleck ist inamyloid.
Die 4-sporigen, leicht keuligen Basidien messen 37–50 × 10–13,5 µm, die Sterigmen sind 5–6 µm lang. Makrocheilozystiden sind zahlreich und messen 32–45 × 6–7,5 µm. Sie sind ziemlich spindelförmig und haben eine dünne, mitunter ein wenig perlenkettenartig eingeschnürte Spitze. Die Pleurozystiden sind ebenfalls zahlreich und stehen deutlich (15–23 µm) hervor. Sie sind 60–85 µm lang und 7–11 µm breit und an der Spitze spindelförmig oder perlkettenartig verschmälert.
Die pseudoparenchymatische Huthaut (Pileipellis) besteht aus 8–15 µm breiten, fast rundlichen Zellen.

## Artabgrenzung
Am ähnlichsten ist Lactarius obscuratus var. subalpinus, der ebenfalls an subalpinen Standorten unter Grünerlen vorkommt. Sein Hut ist aber mehr rötlich- bis gelbbraun gefärbt und immer ohne Olivtöne. Außerdem ist der Hutrand deutlich und ziemlich lang gerieft. Zudem ist die Milch mehr oder weniger unveränderlich und verfärbt sich nur leicht oder sehr langsam gelblich.

## Ökologie und Verbreitung

Verbreitung des Braunen Grünerlen-Milchlings in Europa.
Legende:
grün = Länder mit Fundmeldungen
weiß = Länder ohne Nachweise
hellgrau = keine Daten
dunkelgrau = außereuropäische Länder

Der Milchling ist eine sehr seltene, in Europa möglicherweise nur im Alpenraum verbreitete Art. Laut Basso gibt es auch Aufsammlungen aus Polen und Italien.
Der Braune Grünerlen-Milchling ist ein Mykorrhizapilz, der wie schon sein Name ausdrückt, an Grünerlen gebunden ist. Der Milchling kommt in Grünerlengebüschen der subalpinen Zone vor. Außerhalb der Alpen wurde der Milchling noch auf Grönland und nachgewiesen.

## Systematik
Der Holotyp der sehr seltenen Art wurde von Meinhard Moser im Königsbachtal in den Ötztaler Alpen nahe Obergurgl gesammelt und 1978 als eigenständige Art beschrieben.
Das Artattribut (Epitheton) brunneohepaticus setzt sich zusammen aus den lateinischen Adjektiven brunneus und hepaticus und weist auf die oft leberbraune Farbe des Hutes hin.
Infragenerische Systematik
Maria Teresa Basso stellt den Milchling in die Sektion Rhysocybella. Die Sektion enthält kleine, unterschiedlich braun gefärbte Milchlinge, die keinen besonderen Geruch haben und deren Hutrand mehr oder weniger gerieft ist. Die Milch ist spärlich und kann bisweilen leicht und langsam gilben. Man findet die Milchlinge meist bei Erlen an mehr oder weniger feuchten Standorten.

## Bedeutung
Der Milchling gilt als ungenießbar.